# Addams (cráter)
Addams es un cráter de impacto de 87 km de diámetro en Venus, ubicado a 56,2° de latitud Sur y 98,9° de longitud Este. El cráter se caracteriza por el gran flujo de roca fundida que se expande desde el punto de impacto siguiendo la orografía, quizá una colada de lava relacionada con una erupción volcánica originada por el choque. El nombre del cráter, aprobado en 1994, fue propuesto en homenaje a Jane Addams, socióloga estadounidense.